# Culex maxinocca
Culex maxinocca är en tvåvingeart som beskrevs av Dyar 1920. Culex maxinocca ingår i släktet Culex och familjen stickmyggor. Inga underarter finns listade i Catalogue of Life.